# 1876
Il 1876 (MDCCCLXXVI in numeri romani) è un anno bisestile del XIX secolo.

## Eventi
- Henry Gréville scrive il suo primo romanzo, Dosia.
- Stéphane Mallarmé pubblica il poemetto L'Après-midi d'un faune opera fondamentale per la poesia simbolista.
- In Italia le università statali si aprono alle donne.
- 6 febbraio – Alexander Graham Bell ed Elisha Gray depositano un brevetto relativo al telefono.
- 5 marzo – Primo numero del quotidiano Corriere della Sera.
- 7 marzo – Alexander Graham Bell perfeziona e brevetta il telefono che Antonio Meucci aveva inventato.
- 25 marzo – Dopo la caduta dell'ultimo governo della Destra storica guidato da Marco Minghetti, Vittorio Emanuele II incarica Agostino Depretis di formare il nuovo governo italiano.
- 1º maggio – A Lione viene fondata la congregazione delle Suore Missionarie di Nostra Signora degli Apostoli.
- 25 maggio – Si svolge per la prima volta la Milano-Torino, la corsa ciclistica più antica del mondo.
- Giugno – Mark Twain pubblica Le avventure di Tom Sawyer.
- 25 giugno – Battaglia del Little Bighorn: Una forza combinata di Lakota (Sioux), Cheyenne e Arapaho conseguì una schiacciante vittoria contro il 7º Cavalleria dell'esercito degli Stati Uniti d'America.
- 1º agosto – USA: Il Colorado diventa il 38º stato dell'Unione.
- 13-17 agosto – Bayreuth: Prima esecuzione assoluta de L'anello del Nibelungo di Richard Wagner.
- 31 agosto
  - Il sultano ottomano Murat V viene deposto, gli succede il fratello Abd-ul-Hamid II.
  - È inaugurata la ferrovia Palazzolo-Paratico, prima linea ferroviaria che giunge sulle rive del Lago d'Iseo.
- 4 novembre – Vincent Van Gogh legge e commenta la Bibbia a Londra.
- 18 dicembre – Viene inaugurata la stazione ferroviaria di Venzone, in concomitanza con l'apertura della ferrovia che collega Gemona del Friuli a Carnia.
- Nasce la Fornace Casetta a Mussotto d'Alba, per opera di Domenica Monticone.
- Leopoldo Franchetti e Sidney Sonnino pubblicano l'inchiesta "Condizioni politiche e amministrative della Sicilia".

## Nati
Ci sono circa 910 voci su persone nate nel 1876; vedi la pagina Nati nel 1876 per un elenco descrittivo o la categoria Nati nel 1876 per un indice alfabetico.

## Morti
Ci sono circa 360 voci su persone morte nel 1876; vedi la pagina Morti nel 1876 per un elenco descrittivo o la categoria Morti nel 1876 per un indice alfabetico.

## Calendario
| Calendario 1876 | Calendario 1876 | Calendario 1876 | Calendario 1876 | Calendario 1876 | Calendario 1876 | Calendario 1876 | Calendario 1876 | Calendario 1876 | Calendario 1876 | Calendario 1876 | Calendario 1876 | Calendario 1876 | Calendario 1876 | Calendario 1876 | Calendario 1876 | Calendario 1876 | Calendario 1876 | Calendario 1876 | Calendario 1876 | Calendario 1876 | Calendario 1876 | Calendario 1876 | Calendario 1876 | Calendario 1876 | Calendario 1876 | Calendario 1876 | Calendario 1876 | Calendario 1876 | Calendario 1876 | Calendario 1876 | Calendario 1876 | Calendario 1876 |
| --------------- | --------------- | --------------- | --------------- | --------------- | --------------- | --------------- | --------------- | --------------- | --------------- | --------------- | --------------- | --------------- | --------------- | --------------- | --------------- | --------------- | --------------- | --------------- | --------------- | --------------- | --------------- | --------------- | --------------- | --------------- | --------------- | --------------- | --------------- | --------------- | --------------- | --------------- | --------------- | --------------- |
|                 | 1               | 2               | 3               | 4               | 5               | 6               | 7               | 8               | 9               | 10              | 11              | 12              | 13              | 14              | 15              | 16              | 17              | 18              | 19              | 20              | 21              | 22              | 23              | 24              | 25              | 26              | 27              | 28              | 29              | 30              | 31              |                 |
| Gennaio         | Sa              | Do              | Lu              | Ma              | Me              | Gi              | Ve              | Sa              | Do              | Lu              | Ma              | Me              | Gi              | Ve              | Sa              | Do              | Lu              | Ma              | Me              | Gi              | Ve              | Sa              | Do              | Lu              | Ma              | Me              | Gi              | Ve              | Sa              | Do              | Lu              |                 |
| Febbraio        | Ma              | Me              | Gi              | Ve              | Sa              | Do              | Lu              | Ma              | Me              | Gi              | Ve              | Sa              | Do              | Lu              | Ma              | Me              | Gi              | Ve              | Sa              | Do              | Lu              | Ma              | Me              | Gi              | Ve              | Sa              | Do              | Lu              | Ma              |                 |                 |                 |
| Marzo           | Me              | Gi              | Ve              | Sa              | Do              | Lu              | Ma              | Me              | Gi              | Ve              | Sa              | Do              | Lu              | Ma              | Me              | Gi              | Ve              | Sa              | Do              | Lu              | Ma              | Me              | Gi              | Ve              | Sa              | Do              | Lu              | Ma              | Me              | Gi              | Ve              |                 |
| Aprile          | Sa              | Do              | Lu              | Ma              | Me              | Gi              | Ve              | Sa              | Do              | Lu              | Ma              | Me              | Gi              | Ve              | Sa              | Do              | Lu              | Ma              | Me              | Gi              | Ve              | Sa              | Do              | Lu              | Ma              | Me              | Gi              | Ve              | Sa              | Do              |                 |                 |
| Maggio          | Lu              | Ma              | Me              | Gi              | Ve              | Sa              | Do              | Lu              | Ma              | Me              | Gi              | Ve              | Sa              | Do              | Lu              | Ma              | Me              | Gi              | Ve              | Sa              | Do              | Lu              | Ma              | Me              | Gi              | Ve              | Sa              | Do              | Lu              | Ma              | Me              |                 |
| Giugno          | Gi              | Ve              | Sa              | Do              | Lu              | Ma              | Me              | Gi              | Ve              | Sa              | Do              | Lu              | Ma              | Me              | Gi              | Ve              | Sa              | Do              | Lu              | Ma              | Me              | Gi              | Ve              | Sa              | Do              | Lu              | Ma              | Me              | Gi              | Ve              |                 |                 |
| Luglio          | Sa              | Do              | Lu              | Ma              | Me              | Gi              | Ve              | Sa              | Do              | Lu              | Ma              | Me              | Gi              | Ve              | Sa              | Do              | Lu              | Ma              | Me              | Gi              | Ve              | Sa              | Do              | Lu              | Ma              | Me              | Gi              | Ve              | Sa              | Do              | Lu              |                 |
| Agosto          | Ma              | Me              | Gi              | Ve              | Sa              | Do              | Lu              | Ma              | Me              | Gi              | Ve              | Sa              | Do              | Lu              | Ma              | Me              | Gi              | Ve              | Sa              | Do              | Lu              | Ma              | Me              | Gi              | Ve              | Sa              | Do              | Lu              | Ma              | Me              | Gi              |                 |
| Settembre       | Ve              | Sa              | Do              | Lu              | Ma              | Me              | Gi              | Ve              | Sa              | Do              | Lu              | Ma              | Me              | Gi              | Ve              | Sa              | Do              | Lu              | Ma              | Me              | Gi              | Ve              | Sa              | Do              | Lu              | Ma              | Me              | Gi              | Ve              | Sa              |                 |                 |
| Ottobre         | Do              | Lu              | Ma              | Me              | Gi              | Ve              | Sa              | Do              | Lu              | Ma              | Me              | Gi              | Ve              | Sa              | Do              | Lu              | Ma              | Me              | Gi              | Ve              | Sa              | Do              | Lu              | Ma              | Me              | Gi              | Ve              | Sa              | Do              | Lu              | Ma              |                 |
| Novembre        | Me              | Gi              | Ve              | Sa              | Do              | Lu              | Ma              | Me              | Gi              | Ve              | Sa              | Do              | Lu              | Ma              | Me              | Gi              | Ve              | Sa              | Do              | Lu              | Ma              | Me              | Gi              | Ve              | Sa              | Do              | Lu              | Ma              | Me              | Gi              |                 |                 |
| Dicembre        | Ve              | Sa              | Do              | Lu              | Ma              | Me              | Gi              | Ve              | Sa              | Do              | Lu              | Ma              | Me              | Gi              | Ve              | Sa              | Do              | Lu              | Ma              | Me              | Gi              | Ve              | Sa              | Do              | Lu              | Ma              | Me              | Gi              | Ve              | Sa              | Do              |                 |